# Фочанська етнічна чистка
З 7 квітня 1992 року по січень 1994 року під час Боснійської війни сербськими військовими, поліцейськими та воєнізованими формуваннями в районі міста Фоча проводилася кампанія етнічних чисток проти мирних жителів боснійців. За однією з оцінок, близько 21 000 несербів залишили Фочу після липня 1992 року.
У численних вироках Міжнародний кримінальний трибунал з колишньої Югославії (МТБЮ) постановив, що етнічні чистки (всі боснійці були вислані), вбивства, масові зґвалтування та навмисне знищення майна боснійців та культурних об’єктів становили злочини проти людства. За даними Науково-документаційного центру (IDC), під час війни в муніципалітеті Фоча загинули або зникли безвісти 2707 осіб. Серед них було 1513 мирних жителів боснійців і 155 мирних жителів сербів. Крім того, влада боснійських сербів створила місця, які зазвичай називають таборами зґвалтування, у яких були зґвалтовані сотні жінок. Численні сербські офіцери, солдати та інші учасники масових вбивств у Фочі були звинувачені та визнані винними у воєнних злочинах МТБЮ.

## Напад на мирне населення
На початку Боснійської війни сербські війська напали на несербське цивільне населення у Східній Боснії. Після того, як міста та села були надійно в їхніх руках, сербські сили — тобто військові, поліція, воєнізовані формування, а іноді навіть сербські селяни — застосовували ту саму схему: боснійські будинки та квартири систематично грабували чи спалювали, а боснійських мирних жителів оточили, захоплювали, а іноді й били або вбивали. Чоловіків і жінок розділили, багато чоловіків утримували в місцевих таборах.
Було зруйновано тринадцять мечетей, включаючи мечеть Аладжа, а 22 500 мусульман, які становили більшість жителів, втекли. Наприкінці конфлікту залишилося лише близько 10 мусульман. У січні 1994 року сербська влада перейменувала Фочу в «Srbinje» (серб. Србиње), що означає «місце сербів» (від Srbi Serbs і -nje, що є слов'янським суфіксом локатива).
Ті, кому вдалося уникнути етнічної чистки, оселилися в місті Рожає до закінчення війни.

## Масові зґвалтування

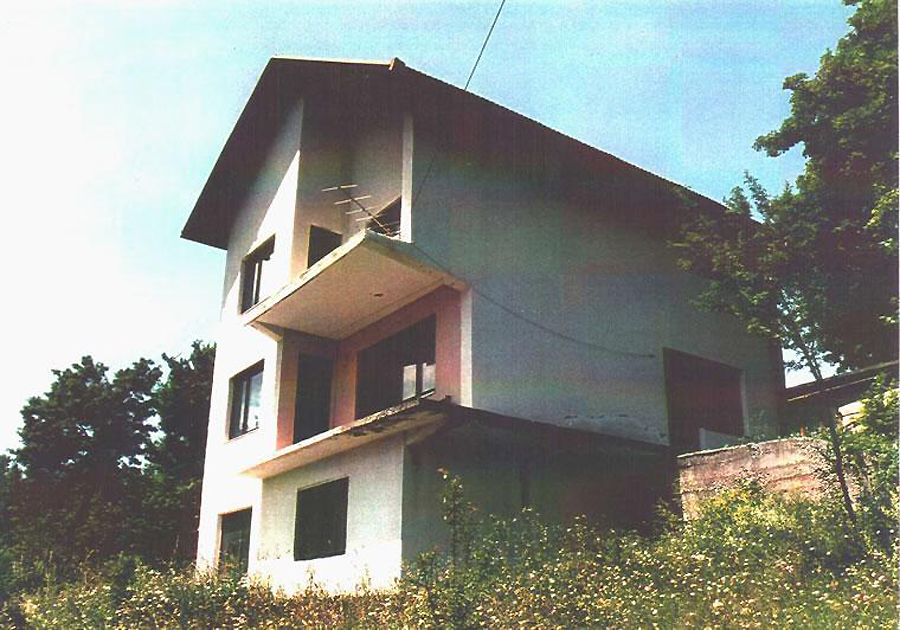
«Будинок Карамана», місце, де катували та ґвалтували жінок поблизу Фочі (Фото надано ICTY)

Боснійських жінок утримували в різних центрах ув'язнення, де вони жили в негігієнічних умовах, і з ними по-різному поводилися, включно з неодноразовими зґвалтуваннями. Сербські солдати чи поліцейські приходили до цих центрів ув’язнення, вибирали одну чи декілька жінок, виводили їх і ґвалтували. Все це було зроблено на очах, у повному обізнанні та часто за безпосередньої участі сербської місцевої влади, зокрема, поліції. Голова поліції Фоча Драган Гагович був особисто визначений як один із чоловіків, які прийшли до цих центрів ув'язнення, щоб вивозити жінок і зґвалтувати їх. У Фочі було багато таборів зґвалтування. «Караманів дім» був одним із найвідоміших таборів зґвалтування. Жінок, які утримувалися в цьому будинку, неодноразово ґвалтували. Серед жінок, які утримувалися в «домі Карамана», були неповнолітні від 15 років.
Боснійські жінки були зґвалтовані сербами в рамках методичної та концентрованої кампанії етнічної чистки. Наприклад, дівчат і жінок, відібраних пізніше засудженим військовим злочинцем Драголюбом Кунарцем або його людьми, систематично відвозили на військову базу, будинок на вулиці Османа Джикича, номер 16. Там жінки та дівчата (деяким у віці 14 років) неодноразово були зґвалтовані. Сербські солдати регулярно забирали мусульманських дівчат з різних центрів ув'язнення і тримали їх як сексуальних рабинь.
Радомір Ковач, який також був засуджений Міжнародним трибуналом щодо колишньої Югославії, тримав у своїй квартирі чотирьох боснійських мусульманських дівчат, сексуально знущаючись і неодноразово ґвалтувавши їх. Ковач також запрошував друзів до себе додому і дозволяв їм згвалтувати дівчат. Ковач також продав трьох дівчат; перед тим як продати їх, він віддав двох дівчат іншим сербським солдатам, які групово ґвалтували їх понад три тижні. Потім дівчат повернули до Ковача, який одразу продав одну, а другу віддав у подарунок своєму другові.

## Суди щодо військових злочинів

### ЗасудженіМіжнародним кримінальним трибуналом по колишній Югославії
МТБЮ визнав, що сербські сили були винними в переслідуваннях, катуваннях, вбивствах, зґвалтуваннях і поневоленні (злочини проти людства), а також у жорстокому поводженні (порушення закону війни):
- Радован Караджич, колишній президент Республіки Сербської, був засуджений до довічного ув'язнення.[7]
- Драголюб Кунарац (народився 15 травня 1960;[8] 28 років ув'язнення)[4]
- Радомир Ковач (нар. 31 березня 1961 р.;[8] 20 років ув'язнення)[4]
- Зоран Вукович (нар. 6 вересня 1955 р.;[8] 12 років ув’язнення); надано дострокове звільнення після відбуття приблизно двох третин покарання.[9]
- Мілорад Крноєлац (нар. 25 липня 1940 р.;[10] 12 років ув’язнення);[10] надано дострокове звільнення 9 липня 2009 року на підставі заліку, наданої за перебування під вартою з 15 червня 1998 року.
- Драган Зеленович (народився 12 лютого 1961 р.;[11] 15 років ув'язнення); звільнено достроково 28 серпня 2015 року (з 4 вересня 2015 року). [11]
- Біляна Плавшич (11 років ув'язнення;[12] достроково звільнена 27 жовтня 2009 р.)[13]
- Момчило Країшнік (20 років ув'язнення; достроково звільнений у вересні 2013 р.)[14]

Драган Гагович і Янко Яньич були звинувачені МТБЮ, але були вбиті СФР у 1999 і 2000 роках відповідно.

### Засуджені судом Боснії та Герцеговини
- Радован Станкович (20 років ув'язнення;[3] втік з в'язниці;[16] знову схоплений через п'ять років[17])
- Неджо Самарджич (24 роки в'язниці)[18]
- Гойко Янкович (34 роки в'язниці)[3]
- Саво Тодорович (12 років і 6 місяців ув'язнення)[19][20]
- Мітар Рашевич (8 років і 6 місяців ув'язнення)[21]
- Радміло Вукович був засуджений судом Боснії та Герцеговини до п'яти років і шести місяців позбавлення волі; пізніше виправданий після апеляції.[22]

### Виправдання судом Боснії та Герцеговини
- Момчило Мандича виправдали за всіма звинуваченнями.[23]

## Книги
- Blumenthal, David A.; McCormack, Timothy L. H. (2008). The Legacy of Nuremberg: Civilising Influence Or Institutionalised Vengeance? Volume 20 of International humanitarian law series. Martinus Nijhoff Publishers. ISBN 9789004156913.